# Carmen Electra
Tara Leigh Patrick (Sharonville, Ohio, 20 de abril de 1972), más conocida como Carmen Electra, es una actriz, modelo, cantante y productora estadounidense.

## Biografía
Electra nació en Sharonville (Ohio), cerca de Cincinnati. Su verdadero nombre es Tara Leigh Patrick. En 1987, cuando tenía 15 años se mudó a Mineápolis, en donde vivían sus dos hermanas.
Acudió a la Princeton High School por cuatro años en Sharonville, un barrio de Cincinnati y, brevemente, a la Walnut Hills High School.

### Inicios en la música y en TV
Después de mudarse a California, conoció al cantante Prince (nativo de Mineápolis), que la persuadió de cambiar su nombre al de Carmen Electra. Poco después firmó un contrato de grabación con Paisley Park Records, la compañía de Prince, marcando el principio de una corta carrera como cantante de un grupo de rap. Publicó un álbum en 1993 (Carmen Electra) y la canción Go Go Dancer llegó a escucharse en distintos lugares del mundo.
En 1997, Electra comenzó a aparecer en varios programas de televisión. En mayo de 1996 apareció en la revista Playboy. Debido a esto su fama en la televisión creció considerablemente, incluyendo papeles estables en Baywatch (Los vigilantes de la playa) y el programa Singled Out de MTV. También realizó una notable aparición en el programa televisivo de Howard Stern, donde la amarraron a una silla y le hicieron cosquillas hasta que se carcajeó histéricamente, declarando después que le acababan de hacer «las mejores cosquillas en los pies de su vida», y luego efectuó otra aparición donde Stern la montó en una silla Sybian.

### Trabajos en cine
Electra ha aparecido en varias películas, como Good Burger (1997), The Mating Habits of the Earthbound Human (1999), la parodia de horror Scary Movie (2000) y una de sus secuelas, Scary Movie 4 (2006), y el remake de la serie de televisión de los 70  Starsky & Hutch (2004). También ha realizado cameos como ella misma en The Simpsons y en la comedia de 2006 American Dreamz. Aparecía también regularmente con el grupo de baile exótico The Pussycat Dolls, grupo que luego ganó protagonismo musical.
Electra creó una exitosa serie de DVD, Carmen Electra Aerobic Striptease, que combina movimientos clásicos de baile de strippers con un ejercicio corporal suave. Su más reciente aparición en una película es como la esposa de Eugene Levy en Doce fuera de casa.
En 2005, Electra se unió al elenco de voces de la serie animada Tripping the Rift, reemplazando a Gina Gershon en la voz del sexy androide Six.
En 2008, protagonizó dos películas exitosas en taquilla: I Want Candy y Casi 300. Esta última es una parodia de la película épica sobre la guerra de Esparta titulada 300. Su última caracterización fue Disaster Movie donde el objetivo es parodiar películas como Cloverfield, Encantada, Iron Man, por nombrar algunas, y personajes de la TV como Amy Winehouse y Hannah Montana entre otras.

### Vida personal
Electra alcanzó una notoriedad considerable durante su fugaz matrimonio con la estrella del baloncesto Dennis Rodman, de 1998 a 1999. La boda con Rodman tuvo lugar en Las Vegas (Nevada). Después tuvo un breve acercamiento a Tommy Lee, el exmarido de Pamela Anderson, lo que provocó nuevas páginas en el libro de chismes de su compañera de Baywatch, Pamela.
Electra comentó en agosto de 2004 para World Entertainment New Network, que estaba pensando en quitarse sus implantes de seno:

«Yo tenía bonitos pechos, para empezar. No eran los más grandes, (pero) pensé que estaría realmente a la moda (tener implantes) en cierto momento, así que decidí hacerlo. Hay momentos en los que pienso que es un poco tonto y en los que desearía haber permanecido natural».
Carmen Electra

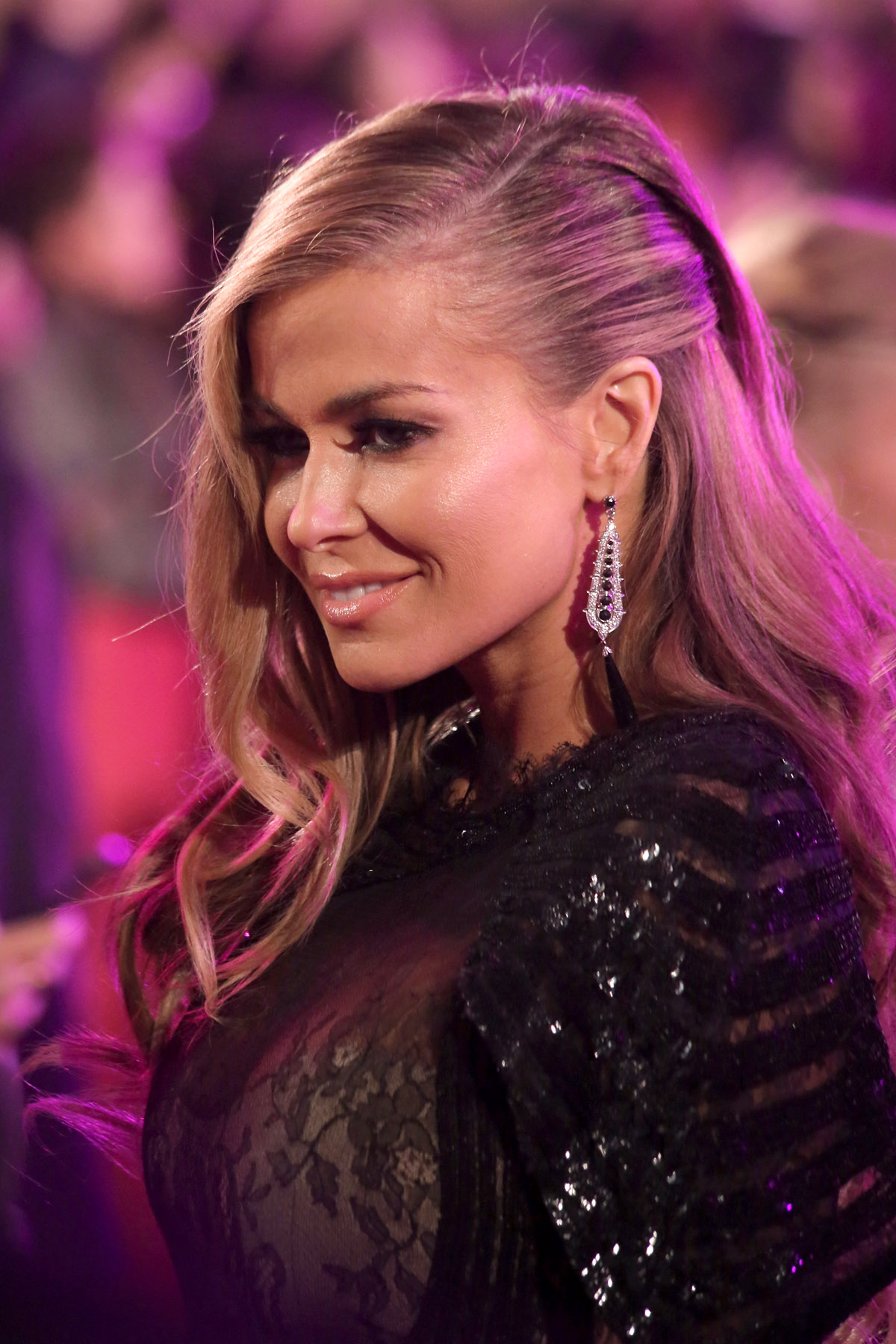
Carmen Electra en 2013

El 22 de noviembre de 2003, Electra se casó con el músico Dave Navarro, guitarrista principal de la banda de rock Jane's Addiction. La pareja documentó sus preparativos de boda y casamiento en un reality de MTV en 2004, llamado Til Death Do Us Part: Carmen + Dave
El 17 de julio de 2006, ella y Dave Navarro anunciaron su separación. Su representante confirmó su separación a la revista Star Magazine.

## Filantropía
La madre de Carmen Electra, Patricia Patrick, murió de cáncer cerebral a la edad de 61 años. En respuesta, Electra cofundó Head To Hollywood con Baker. En sus palabras, es "una organización que trae a los pacientes de tumor cerebral, y a sus familias, a Tinseltown para tener una experiencia VIP".

## Discografía
- Carmen Electra, 1993
- Segundo álbum de estudio. 2013

### Canciones
- 2-4-6-8 (Película Cheerleaders de Playboy, que contiene un vídeo musical de la canción)
- "I Like It Loud" Feat. Bill Hamel, 2013
- "Bigger Dick" Feat. Mams Taylor, 2013

## Filmografía
- An American Vampire Story (1997)

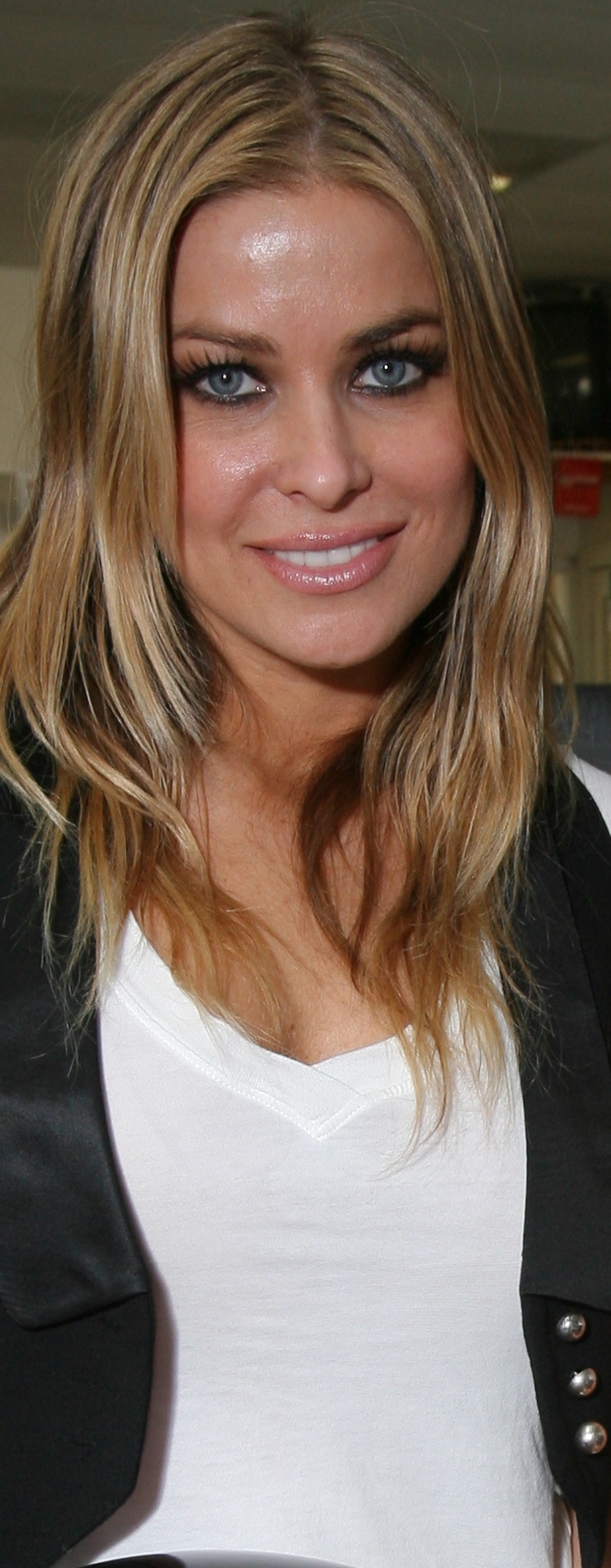
Carmen Electra en 2008

- Good Burger (1997) (no acreditada)
- Starstruck (1998)
- The Chosen One: Legend of the Raven (1998)
- The Mating Habits of the Earthbound Human (1999)
- Christmas Vacation 2000 (1999)
- The Great White Dope (2000) (corto)
- Scary Movie (2000)
- Welcome to Hollywood (2000) (documental)
- Sol Goode (2001)
- Perfume (2001)
- Get Over It (2001)
- Rent Control (2002)
- Naked Movie (2002)
- Whacked! (2002)
- Uptown Girls (2003)
- My Boss's Daughter (2003)
- Starsky & Hutch (2004)
- Mr. 3000 (2004) (cameo)
- Max Havoc: Curse of the Dragon (2004)
- Dirty Love (2005)
- Lil' Pimp (2005) (voz)
- Searching for Bobby D (2005)
- Getting Played (2005)
- Cheaper By the Dozen 2 (2005)
- Date Movie (2006)
- American Dreamz (2006) (cameo)
- Scary Movie 4 (2006)
- Full of It (2006)
- Hot Tamale (2006)
- National Lampoon's Pledge This! (2006)
- Beyond Legend: Johnny Kakota (2006)
- Epic Movie (2007)
- I want Candy (2007)
- Ocean's Thirteen (2007)
- Meet the Spartans (2008)
- Disaster Movie (2008)
- Barry Munday (2010)
- Oy Vey! My Son Is Gay!! (2010)
- Mardi Gras: Spring Break (2011)
- 2-Headed Shark Attack (2012)
- Book of Fire (2015)
- Good Burger 2 (2023)

## Trabajo en televisión
- Singled Out (anfitriona en 1997)
- Loveline (anfitriona en 1997)
- Baywatch (parte del elenco 1997-1998)
- Baywatch: White Thunder at Glacier Bay (1998)
- Hyperion Bay (parte del elenco en 1999)
- Electra's Guy (2000)
- VH1's 100 Greatest Artists of Hard Rock (anfitriona 2000)
- Cleavage (2002) (documental) (narradora)
- Carmen & Dave: An MTV Love Story (2002)
- Livin' Large (anfitriona en 2002-2003 y en 2003-2004)
- BattleBots (anfitriona en 2002)
- Dance Fever (2003) (jueza del concurso)
- Baywatch: Hawaiian Wedding (2003)
- The Simpsons (2003)
- Til Death Do Us Part: Carmen + Dave (2004) (miniserie)
- Punk'd (2004)
- Monster Island (2004)
- Manhunt: The Search for America's Most Gorgeous Male Model (2004) (miniserie)
- American Dad
- Naked Women's Wrestling League (anfitriona 2004) (pago-por-evento)
- House: Capítulo "Three Stories" - Tres historias (como ella misma, 2005)
- Tripping the Rift (2005-hasta ahora)
- Beat It! (2006)
- Suburgatory (2013)

### Protagónicos y coprotagónicos
| Programa                                                   | Notas |
| ---------------------------------------------------------- | --- |
| Singled Out                                                | Anfitriona en 1997.                                                                                               |
| Loveline                                                   | Anfitriona en 1997.                                                                                               |
| Baywatch                                                   | Interpreta el papel de Lani McKenzie en 22 episodios de la serie, entre los años 1997 y 1998.                     |
| Hyperion Bay                                               | Forma parte del elenco interpretando el papel de Sarah Hicks en 8 episodios de la serie en 1998.                  |
| VH1's 100 Greatest Artists of Hard Rock                    | Es la animadora de un documental de música que se emitió en diciembre de 2000, que tenía una duración de 225 min. |
| Electra's Guy                                              | 2002. |
| Carmen and Dave: An MTV Love Story                         | 2002. |
| Cleavage                                                   | Es la narradora de un documental que se emitió el 10 de diciembre de 2002.                                        |
| Dance Fever                                                | Trabaja como jueza del concurso, en 2003, pero el programa fue cancelado luego de seis episodios.                 |
| Baywatch:Boda en Hawai                                     | Es una película de 2003, que reunió al elenco de Baywatch.                                                        |
| 'Til Death Do Us Part: Carmen and Dave                     | Una miniserie de 2004.                                                                                            |
| Monster Island                                             | Actúa en este film de 2004.                                                                                       |
| Manhunt: The Search for America's Most Gorgeous Male Model | Miniserie de 2004.                                                                                                |
| Tripping the Rift                                          | Le pone su voz al personaje "Six" de esta serie animada sólo en 2005.                                             |

### Participaciones especiales
| Serie                                   | Año  | Episodio                              | Personaje                               |
| --------------------------------------- | ---- | ------------------------------------- | --------------------------------------- |
| Erotic Confessions                      | 1996 | At the Tone                           | Manager                                 |
| All That                                | 1997 | Ed Gets Married                       | Sue                                     |
| Pacific Blue                            | 1997 | Heartbeat                             | Lani McKenzie                           |
| Two Guys, a Girl and a Pizza Place      | 1998 | Two Guys, a Girl and a Pizza Delivery | Isabella                                |
| Soldier of Fortune, Inc                 | 1998 | Spyder's Web                          | Tanya                                   |
| Malcolm & Eddie                         | 1999 | Won't Power                           | Kelly                                   |
| Los Simpsons                            | 2002 | The Frying Game                       | Ella misma                              |
| Greetings from Tucson                   | 2003 | The First Time                        | Rosa                                    |
| King of the Hill                        | 2003 | Boxing Luanne                         | Angela (voz)                            |
| Eve                                     | 2003 | The Talk                              | Zan                                     |
| Monk                                    | 2004 | Mr. Monk and the Panic Room           | Chloe Blackburn                         |
| Joey                                    | 2004 | Joey and the Temptation               | Ella misma                              |
| Method & Red                            | 2004 | Dogs                                  | Kerry Norris                            |
| Hope & Faith                            | 2005 | Carmen Get It                         | Carmen                                  |
| American Dad!                           | 2005 | Piloto                                | Lisa Silver                             |
| Stacked                                 | 2005 | Darling Nikki                         | Nikki Foos                              |
| House                                   | 2005 | Three Stories - Tres Historias        | Paciente (Ella misma) Fantasía de House |
| Sensación de Vivir: La Nueva Generación | 2012 | 902-100 y Hate 2 Love                 | Vesta                                   |

## Otros trabajos
- Carmen Electra Prepaid MasterCard es una tarjeta de débito patrocinada por la imagen de Carmen Electra.
- Carmen Electra Aerobic Striptease es un conjunto de cinco discos DVD, para ejercitarse que combinan bajo impacto y baile exótico.
- Embrace, cómic escrito por Carmen Electra para los estudios London Night Studios.
- Soccer AM, aparición para el programa en abril de 2006.
- Glam Slam Ulysses, producción de Prince que combina teatro, música y elementos interactivos y en ella se busca a un hombre.
- Apareció como personaje jugable en el videojuego Def Jam Fight for NY para PlayStation 2, Xbox y nintendo Gamecube.